# لوتار بويتل
لوثار بويتل (6 مايو 1902 في لايبزيغ - 16 مايو 1986 في برلين - ستيجليتز ) صيدليًا ألمانيً وضابط شوتزشتافل (SS) في الحرب العالمية الثانية يعمل نيابة عن فرع الشرطة الأمنية الألمانية لشوتزشتافل. 

## سيرة شخصية

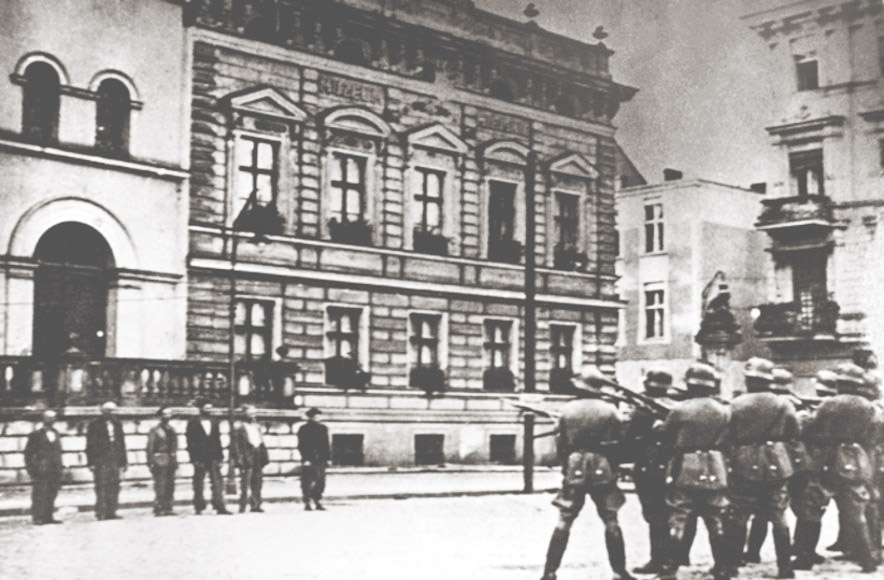
إعدام أينزاتسغروبن IV للرهائن البولنديين في ساحة مدينة بيدغوز في 9 سبتمبر 1939

ولد بيتل في لايبزيغ عام 1902، وعمل كمتطوع في فوج المشاة 11 و38 من عام 1921 إلى عام 1923 أثناء دراسة الصيدلة والاقتصاد وتاريخ الفن، حيث أنهى شهادته في كيمنتس بولاية ساكسونيا. 
انضم بيوتل في الأصل إلى "Orgesch" (من "منظمة إيشيرش )، وهي مجموعة شبه عسكرية معادية للسامية، وبعد ذلك الحزب النازي في يونيو 1929. في مايو 1930 انضم إلىشوتزشتافل. من عام 1933 إلى عام 1938 كان مسؤولاً عن الشرطة الأمنية الألمانية في جنوب شرق ألمانيا، ومقرها في لايبزيغ. في نفس الوقت، منذ عام 1933، كان أيضًا مساعدًا Reichsapothekerführer، رئيس الرابطة الوطنية للصيادلة التي تسيطر عليها النازية. 
شارك بيتيل في ليلة السكاكين الطويلة، تطهير كتيبة العاصفة، بقيادة فرقة الموت في ولاية سكسونيا.  من عام 1937 إلى عام 1939، قاد بيتل الفرع البافاري للغيستابو. 
تم تجنيده في فافن إس إس في 28 أغسطس 1939،  خلال الغزو النازي لبولندا، ثم إس إس- بريغيجاديه فوهرر بقيادة أينزاتسغروبن IV. في هذا المنصب، قام بيتيل بتنظيم الاستيلاء الأولي على السكان اليهود في وارسو وبدأ تحريك الغيتو.  كان بيوتل نشطًا أيضًا في بيدغوشتش حيث أمر شخصيًا بعدد من عمليات إطلاق النار الجماعي بما في ذلك قتل حوالي 120-150 من البولنديين تم نقلهم إلى الغابة القريبة وإطلاق النار عليهم يومي 11 و 12 سبتمبر 1939.  يتم إعطاء هذا الرقم على أنه 900 من مصدر آخر. 
أمضى بيتيل السنوات العشر التالية كأسير حرب، قبل إطلاق سراحه في أكتوبر 1955. عاد إلى مهنته كصيدلاني، يعيش الآن في برلين الغربية. تم القبض على بيتيل في مايو 1965، وحوكم ولكنه أطلق سراحه في عام 1971 بسبب نقص الأدلة. توفي في برلين الغربية عام 1986. 